# Groningen Challenger 2003
Il Groningen Challenger 2003 è stato un torneo di tennis facente parte della categoria ATP Challenger Series nell'ambito dell'ATP Challenger Series 2003. Il torneo si è giocato a Groninga in Paesi Bassi dal 29 settembre al 5 ottobre 2003 su campi in cemento indoor.

## Vincitori

### Singolare
Kristof Vliegen ha battuto in finale  Joachim Johansson con il punteggio di 6–4, 6–4

### Doppio
Amir Hadad /  Harel Levy hanno battuto in finale  Fred Hemmes /  Raemon Sluiter con il punteggio di 6–4, 6–4